# Diana Gibson (sciatrice)
Diana Gibson (1947) è un'ex sciatrice alpina canadese.

## Biografia
Sciatrice polivalente originaria di Georgian Peaks, Diana Gibson fece parte della nazionale canadese tra la fine degli anni 1960 e i primi anni 1970; in Coppa del Mondo esordì il 10 marzo 1967 a Franconia in discesa libera (32ª) e ottenne il miglior piazzamento due giorni dopo nella medesima località in slalom speciale (16ª). Il 31 gennaio 1970 conquistò il suo miglior risultato internazionale, il 5º posto nello slalom speciale del trofeo Arlberg-Kandahar disputato a Garmisch-Partenkirchen e non valido ai fini della Coppa del Mondo; nel massimo circuito internazionale bissò il suo miglior piazzamento il 13 febbraio 1971 a Mont-Sainte-Anne in slalom speciale (16ª) e prese per l'ultima volta il via il 24 febbraio seguente a Heavenly Valley nella medesima specialità (17ª). Non prese parte a rassegne olimpiche o iridate.

## Palmarès

### Campionati canadesi
- 1 oro (slalom gigante nel 1970)[8][senza fonte]